# Goruia
Goruia è un comune della Romania di 901 abitanti, ubicato nel distretto di Caraș-Severin, nella regione storica del Banato.
Il comune è formato dall'unione di 3 villaggi: Gârliște, Giurgiova, Goruia.